# مارتن ديميكيليس
مارتن غاستون ديميكليس (بالإسبانية: Martín Gastón Demichelis) من مواليد (20 ديسمبر 1980 في جوستنيانو بوسيه، محافظة قرطبة) هو لاعب كرة قدم أرجنتيني سابق خاض 37 مباراة مع الأرجنتين منذ عام 2005 حتى 2016، ومدرب كرة قدم حالي. في يناير 2010 لعب لنادي مالقا معارا من نادي بايرن ميونيخ الألماني وخاض معه 37 مباراة وانتقال مارت ديميكيليس في يوليو 2011 رسميا لنادي مالقا وفي يوليو 2013 انتقال للصفوف أتلتيكو مدريد الإسباني وفي سبتمبر 2013 انتقال إلى صفوف نادي مانشستر سيتي الإنجليزي وحقق معه في عام 2014 بطولة الدوري الدوري الإنجليزي الممتاز Premier League وحينها اختارته صحفة ماركا الإسبانية في لائحة ضمن التشكيلة المثالية لفريق الأحلام اللاتيني الذي يضم أفضل لاعبي أمريكا الجنوبية في الملاعب الأوروبية خلال الاسبوع.أعلن اعتزاله الكرة نهاية موسم 2017/2016. هو يشغل حاليا منصب مدرب نادي ريفر بليت منذ 2022 وقد نجح في قيادة الفريق بثبات في المنافسات المحلية والقارية

## مسيرته الكروية
لعب مارتن ديميكيليس خلال مسيرته الاحترافية مع 5 أندية في تسعة عشر موسمًا وسجل خلالها 23 هدفًا ضمن 400 مباراة. حيث فاز في أربعة مواسم بالكأس وفي سبعة مواسم بالدوري.
خاض مارتن ديميكيليس مسيرته مع نادي ريفر بليت في موسم 2000–01 واستمر معه طيلة ثلاثة مواسم، مشاركًا في 52 مباراة سجل خلالها هدفًا واحدًا. ثم انتقل إلى نادي بايرن ميونخ في موسم 2003–04 ليلعب معه ثمانية مواسم، حيث شارك في 174 مباراة سجل خلالها 13 هدفًا. لينتقل بعدها إلى نادي مالقا في موسم 2010–11 في المرة الأولى واستمر معه طيلة ثلاثة مواسم ثم في موسم 2016–17 لمدة موسم واحد، مشاركًا طوالها في 94 مباراة سجل خلالها 6 أهداف. ثم انتقل إلى نادي مانشستر سيتي في موسم 2013–14 واستمر معه طيلة ثلاثة مواسم، مشاركًا في 78 مباراة سجل خلالها 3 أهداف.

## روابط خارجية
مارتن ديميكيليس على موقع الاتحاد الدولي (مؤرشف)  (الإنجليزية)
- مارتن ديميكيليس على موقع الاتحاد الأوربي (الإنجليزية)
- مارتن ديميكيليس على موقع قاعدة بيانات كرة القدم.إي يو (الإنجليزية)
- مارتن ديميكيليس على موقع بيانات كرة القدم. دي إي (الألمانية)
- مارتن ديميكيليس على موقع ليكيب (الفرنسية)
- مارتن ديميكيليس على موقع ناشيونال فوتبول تيمز (الإنجليزية)
- مارتن ديميكيليس على موقع Soccerbase.com (لاعب) (الإنجليزية)
- مارتن ديميكيليس على موقع Soccerway.com (الإنجليزية)
- مارتن ديميكيليس على موقع عالم كرة القدم.نت (الإنجليزية)
- مارتن ديميكيليس على موقع كووورة